# Tomohisa Yamashita
 (octobre 2013).
Si vous disposez d'ouvrages ou d'articles de référence ou si vous connaissez des sites web de qualité traitant du thème abordé ici, merci de compléter l'article en donnant les références utiles à sa vérifiabilité et en les liant à la section « Notes et références ».
Tomohisa Yamashita (山下 智久, Yamashita Tomohisa) est un artiste japonais, né le 9 avril 1985 à Funabashi (Chiba).
Surnommé Yamapi, il est non seulement acteur, mais également chanteur, danseur et compositeur, ex-membre du boys band japonais NEWS, et sa notoriété s'étend progressivement à l'extérieur des frontières nippones.

## Biographie
Tomohisa Aoki naît le 9 avril 1985 à Funabashi, dans la préfecture de Chiba. Petit, depuis le départ de son père quittant la famille, il reprend le nom de Yamashita, appartenant à sa mère, Naomi, avec qui il vit aux côtés de sa sœur Rina.
Il fréquente le lycée Horikoshi, d'où il sortira diplômé, le 13 février 2004. En avril de la même année, il entre à la faculté de commerce de  l'université Meiji sur recommandation.
Il entre à l'âge de 10 ans à la Johnny's Entertainment, entreprise destinée à former de jeunes talents à la danse et au chant pour ensuite créer des groupes temporaires ou permanents, qui rencontre un véritable succès au Japon.
Il devient un an plus tard un membre des Johnny's Junior, la formation qui regroupe les membres les plus jeunes de la Johnny's Entertainment. Après avoir appartenu à plusieurs groupes, il s'attache pour une longue période aux NEWS, un groupe de pop japonaise qui se place à chaque sortie dans les têtes de ventes. Au début de l'année 2006 à la suite de la prise publique d'alcool par deux des membres mineurs (acte fortement prohibé au Japon), le groupe est mis en hiatus.
Il se lance alors temporairement dans une carrière solo et écoule dès la première semaine plus de 400 000 exemplaires de son single Daite Señorita. Il multiplie aussi les tournages de dramas, des séries télévisées à succès.
Son groupe principal, les NEWS, est reformé le 21 mars 2007 avec le single Hoshi wo Mezashite qui marque son retour.
Depuis 2009, parallèlement à son activité avec les NEWS, il a également repris sa carrière solo avec son premier concert (Short But Sweet, fin 2009 et début 2010) et jusqu'ici trois singles (Daite señorita, Loveless et One in a Million).
Son avancée dans le monde du petit et du grand écran est par ailleurs couronnée de succès puisqu'il est le seul à avoir occupé à une seule saison de différence la prestigieuse position d'acteur principal dans un getsu9, drama à l'horaire privilégié de la chaîne Fuji TV (Buzzer Beat, été 2009, et Code Blue 2, hiver 2009-2010). Il a fait son entrée au cinéma avec le film Kurosagi en 2008, et est apparu sous les traits du boxeur Joe Yabuki dans l'adaptation cinématographique du célèbre manga Ashita no Joe, en février 2011.
Il fait aujourd'hui partie des bishonen reconnus[réf. nécessaire].
En octobre 2011, il quitte NEWS pour se consacrer à sa carrière solo.
Le 31 octobre 2020, il quitte la Johnny's Entertainment afin de se consacrer à sa carrière internationale.

## Discographie solo[3]

### Albums
Mini-album
Albums studio

### Singles
Collaboration

## Filmographie partielle

### Longs métrages
- 2016 : Terra Formars de Takashi Miike : Jim Muto
- 2018 : Code Blue de Masami Nishiura : Kusaku Aizawa
- 2022 : The Man from Toronto de Patrick Hughes : « the Man from Tokyo »

### Séries télévisées
- 2015 : 5-ji Kara 9-ji Made: Watashi ni Koi Shita Obōsan : Hoshikawa Takane
- 2017 : Code Blue : Kōsaku Aizawa (saison 3)
- 2020 : The Head : Aki Kobayashi
- 2022 : Tokyo Vice : Akira
- 2022 : Alice in Borderland : Ginji Kyuma / Le Roi de Trèfle (saison 2)
- 2023 : Les Gouttes de Dieu : Tomine Issei